# Bettingtop10.com
Bettingtop10.com es una empresa en la industria de la afiliación de juegos de azar en línea que proporciona información confiable y completa sobre el creciente sector de los juegos de azar en línea en Asia.

## Historia
Bettingtop10 fue fundada en marzo de 2016 por Suriyan Charnpakdee, comenzando en Tailandia, Vietnam, Indonesia y Japón.
Hasta junio de 2017, la compañía se expandió al Reino Unido, Australia, Irlanda y Canadá.En enero de 2018, Bettingtop10 entró en los mercados de India y Sudáfrica, seguido de su expansión en Alemania en mayo de 2019. Para diciembre de 2021, la compañía se expandió aún más a Kenia, Ghana, Nigeria y Brasil, y en enero de 2022 llegó a Polonia, Tanzania, Croacia, Bulgaria, Uganda, Lituania, Hungría y Serbia.
Bettingtop10 conecta a los usuarios con las principales plataformas de juegos de azar en línea a través de marketing de afiliados, creación de contenido, optimización de motores de búsqueda (SEO), marketing por correo electrónico, seguimiento y análisis.También asegura el cumplimiento de los estándares legales y regulatorios en la industria de los juegos de azar.
Bettingtop10 también organiza eventos de recaudación de fondos para apoyar iniciativas relacionadas con la industria. La compañía publica una revista anual, Betting Insights Review, que presenta artículos sobre las tendencias de los juegos de azar, el comportamiento del consumidor y la regulación de la industria. La compañía también está comprometida en apoyar iniciativas contra la adicción al juego al asociarse con organizaciones responsables del juego y promover campañas de concientización.